# ジョン・クリーヴリー (子)
ジョン・クリーヴリー（John Cleveley the Younger、1747年12月24日 - 1786年6月25日）は、イギリスの画家、版画の下絵画家である。18世紀後半に高まった太平洋の航海への人々の関心に答えるため多くの海洋画を描いた。同名の画家の父親（John Cleveley the Elder: c.1712–1777）と区するために「若い方のジョン・クリーヴリー（John Cleveley the Younger）」とも呼ばれる。

## 略歴
王立造船所があったロンドンのデプトフォード（Deptford）で生まれた。父親は建具師の息子で、独学で海洋画家となった人物である。双子の兄弟のロバート・クリーヴリー（Robert Cleveley: 1747-1809）は海軍の職員になり、海軍の船に乗り組みながら海洋画を描いた。弟のジェームズ・クリーヴリー（James Cleveley: c.1750-1821）は、探検家のジェームズ・クック(1728-1779)の第3回探検航海（1776-1780）にレゾリューション号の船大工として乗り込んでいた人物で、航海中にジェームズ・クリーヴリーが描いたスケッチはジョンらによって水彩画などにされた。
ジョン・クリーヴリーはウーリッジで水彩画家、版画家のポール・サンドビー（1731–1809）から絵を学び、1770年からロイヤル・アカデミー・オブ・アーツの展覧会に主に風景画を出展した。1772年に博物学者のジョゼフ・バンクス（1743-1820）のスコットランド西岸のヘブリディーズ諸島やオークニー諸島、アイスランドの博物学探検に同行し、旅行記の図版の下絵を描いた。ジェームズ・クックの第2回探検航海（1772年1775）の後、航海で描かれたスケッチから版画にするための下絵を描く仕事をし、クックの第3回探検航海の後は弟のジェームズ・クリーヴリーが描いたスケッチなどをもとに、この探検航海を題材にした作品を水彩で描いた 。これらの作品は版画にされ出版され、この航海への人々の関心の高まりによる需要に答えた。
1786年におそらくデプトフォードで亡くなった。

## 作品

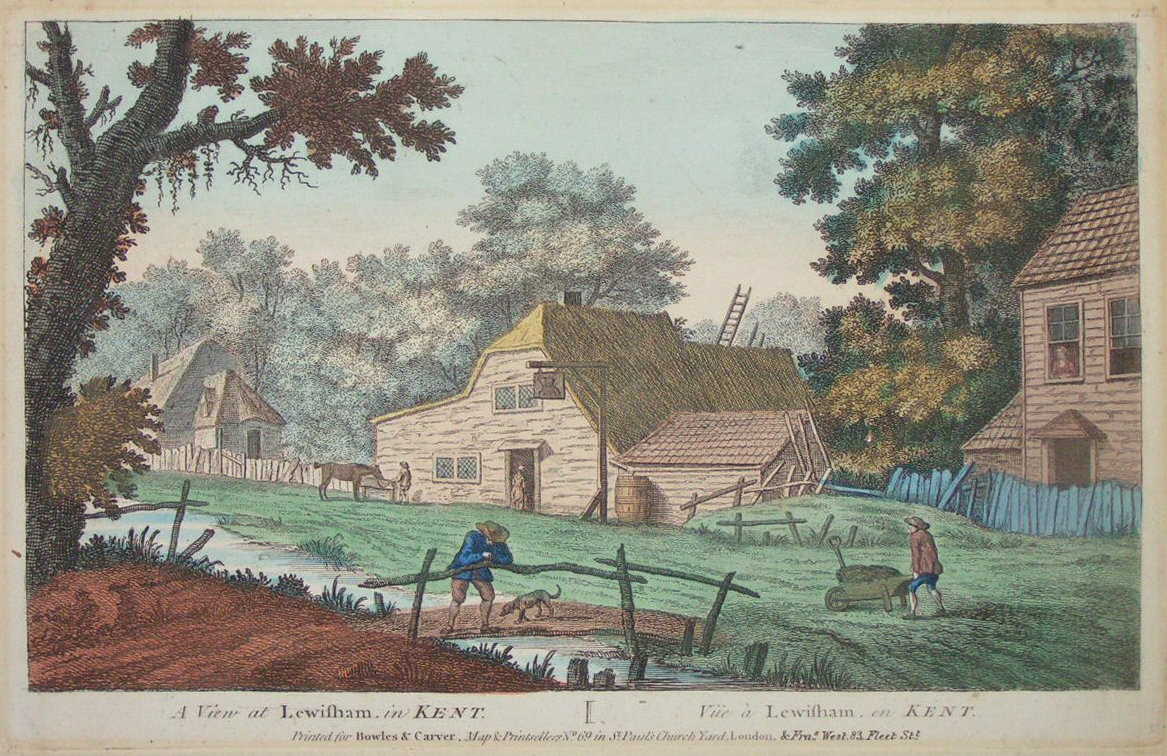
クリーヴリーの原画による風景版画 (1770)
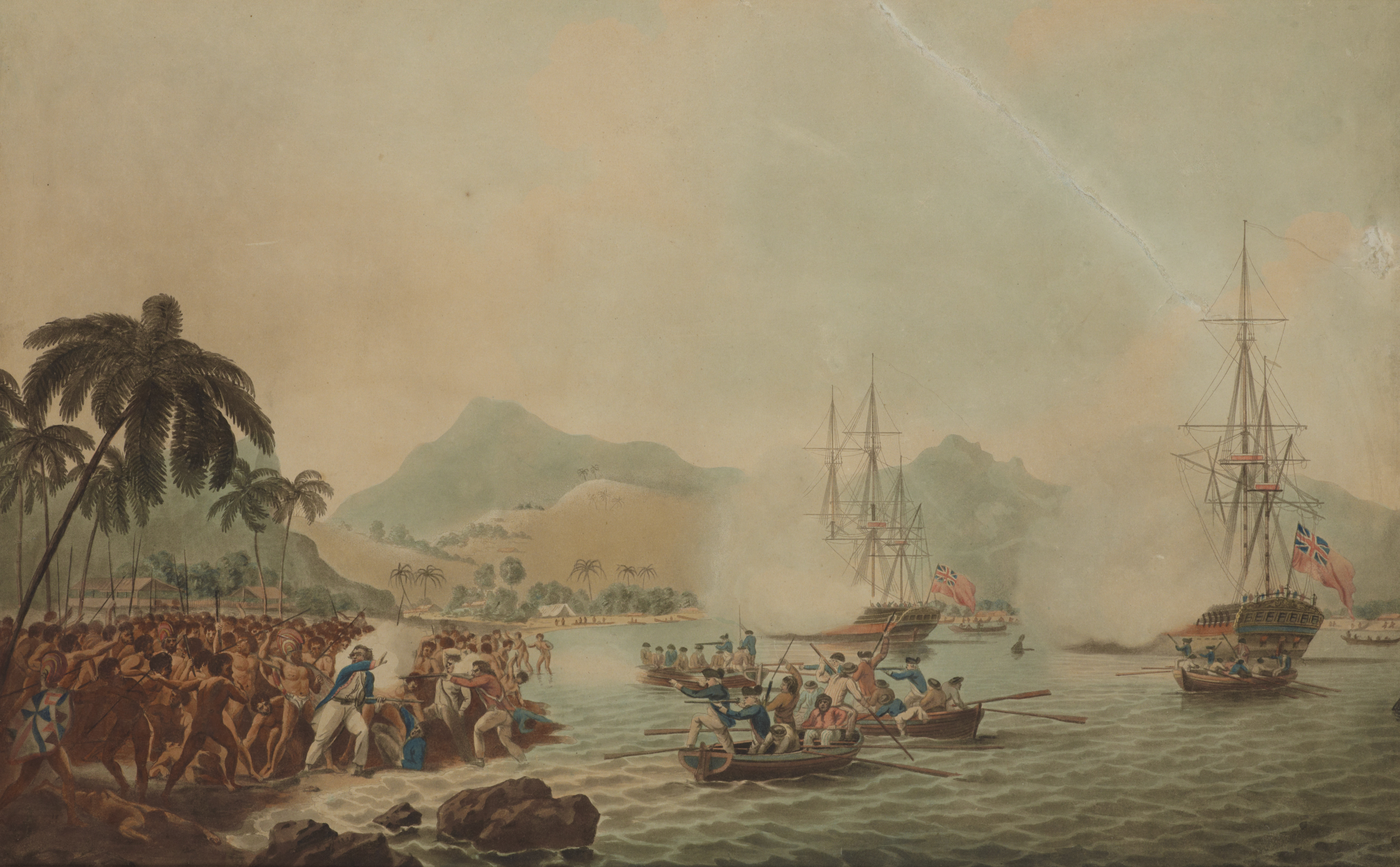
クリーヴリーの原画、Francis Jukes製版、「ジェームズ・クック船長の死」(1788) 国立博物館テ・パパ
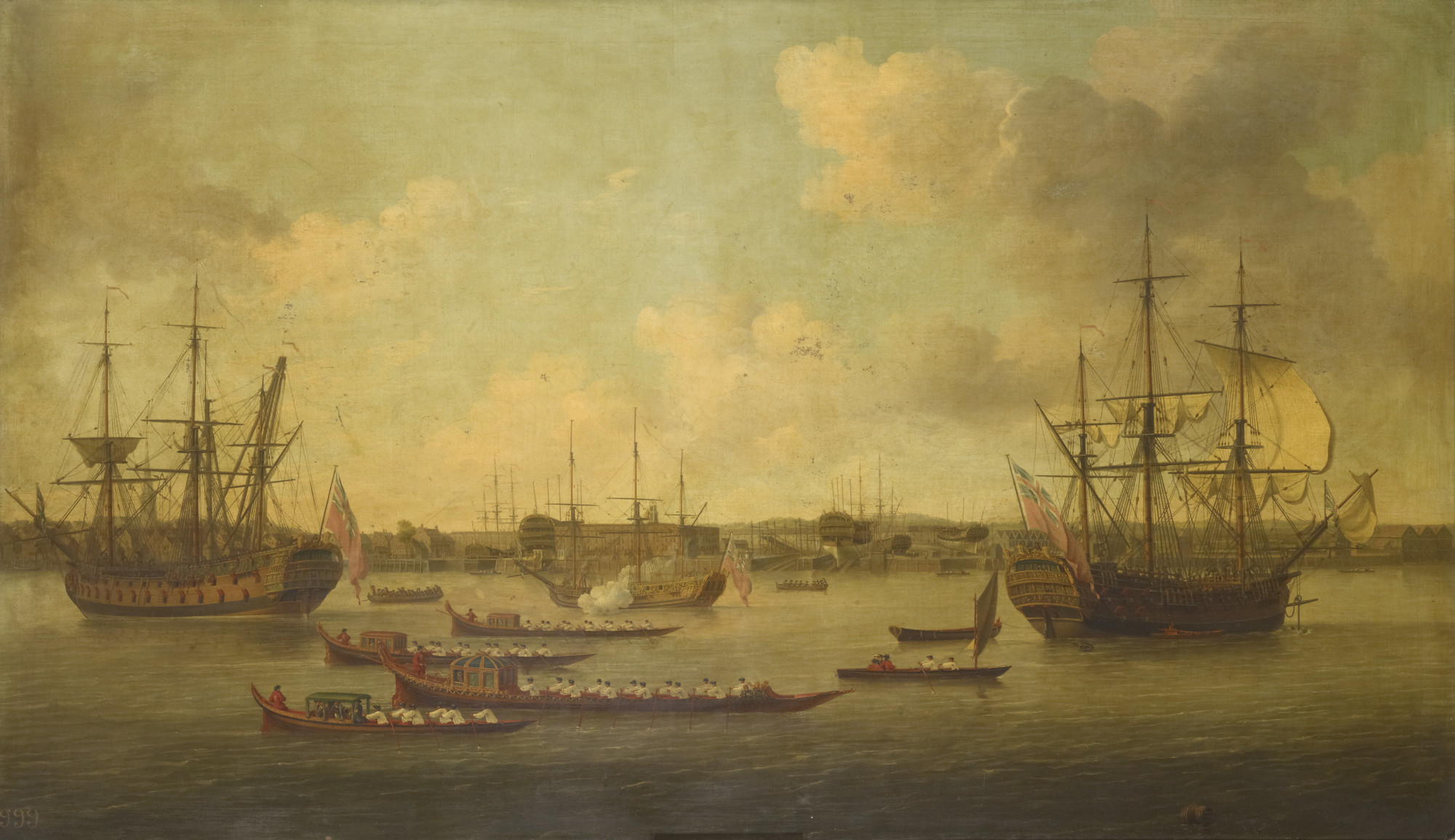
デプトフォードの造船所 (1761) ロイヤル・コレクション
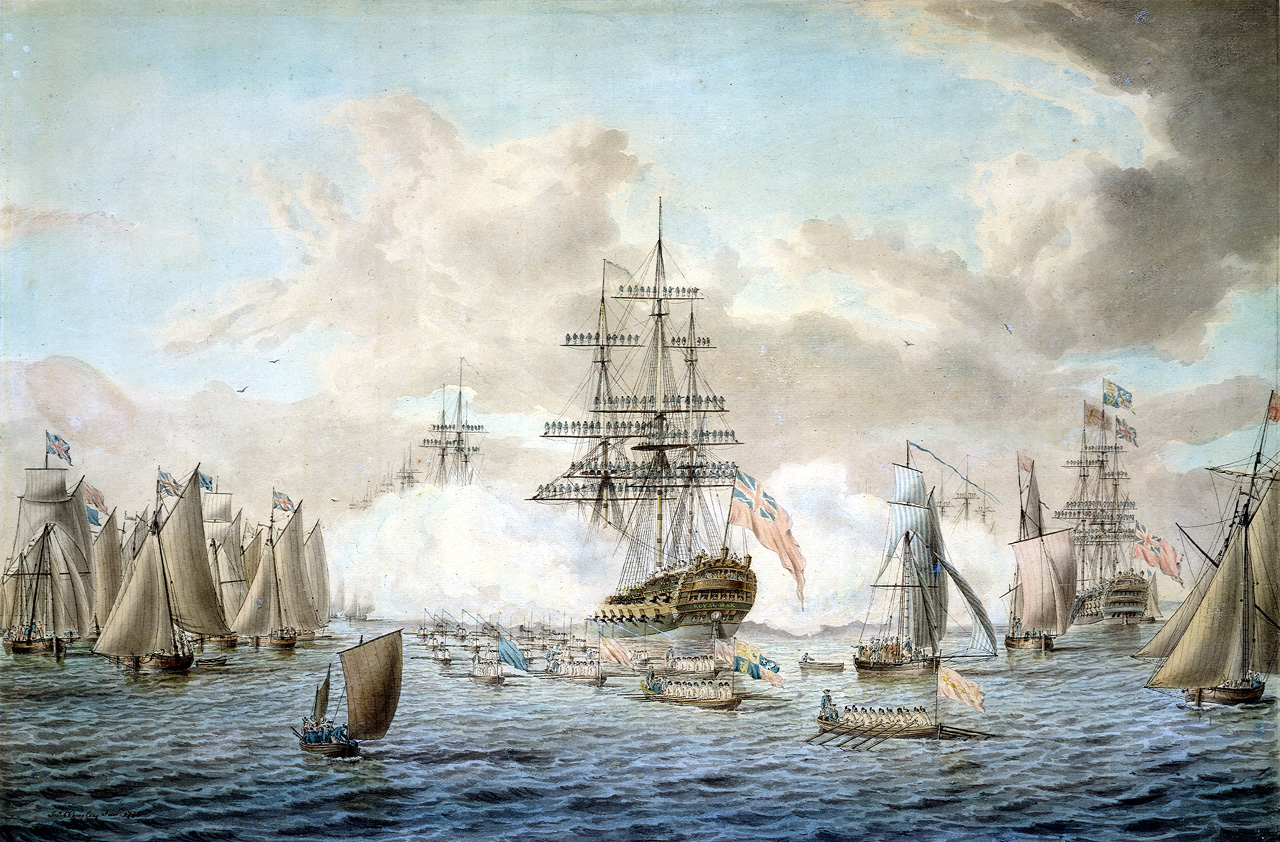
1773年のジョージ3世の観艦式　(1773)